# 卡罗琳·布雷迪
卡罗琳·艾格尼斯·布雷迪（英語：Caroline Agnes Brady，1905年10月3日—1980年11月5日），又名卡罗琳·阿格尼斯·冯·艾格蒙特·布雷迪（Caroline Agnes Von Egmont Brady），是专攻古英语和古諾斯語作品的美国语文学家。她1943年发表以博士论文为基础的著作《厄尔曼纳里克传说》，并在20世纪后半叶发表三篇极具影响的盎格魯-撒克遜人诗作《貝奧武夫》主题论文，还在加利福尼亞大學柏克萊分校、宾夕法尼亚大学、约翰斯·霍普金斯大学、哈佛大学等学府任教。
布雷迪是生于天津的美国公民，儿时经常旅行，曾在洛杉矶、不列颠哥伦比亚省、奧斯汀生活。她在加利福尼亞大學深造并获学士与硕士学位，1935年获哲學博士学位。接下来她在加利福尼亚大学农学院讲授英语，1941至1946年任伯克利分校语言文学助理教授。此后三年布雷迪在宾夕法尼亚大学任教，1949年底转为中俄勒冈社区学院首批讲师但几个月就因“身体不好”辞职。布雷迪获1952至1953年美国大学妇女协会马瑞恩·塔尔伯特学术奖，但发表两篇文章后四分之一个世纪没有参与学术研究。她的另外两篇文章其一在1979年发表，另一篇在她去世后于1983年发表。
布雷迪的专著《厄尔曼纳里克传说》提出，两种相互冲突的传统源自哥特国王厄尔曼纳里克，为她赢得“见闻广博、善于鉴别”，“敢于抛开他人既有论断”美誉。盎格鲁-撒克逊文学学者凯瑟琳·奥布莱恩·奥基夫认为布雷迪的《贝奥武夫》主题论文堪称“基础研究”，将“传统意义上的语文学”遮挡在诗作“辞汇含义光芒下”。布雷迪的论文认定，《贝奥武夫》作者“不是机械堆砌同义词与常规隐喻的工匠，而是深知如何使用各种辞汇和短语的艺术家”。

## 早年经历与教育
卡罗琳·艾格尼斯·布雷迪1905年10月3日生于天津，父亲大卫·约翰·布雷迪是美国陆军上校、工程师兼秦皇岛开滦矿务局总经理，母亲（安妮·露西·）莫德·肖特是魁北克省舍布魯克法院首席书记约翰·肖特之女。两人1904年在上海圣三一堂完婚，共有两个女儿，长女卡罗琳比妹妹弗朗西斯·莫德·布雷迪大十岁:v。大卫是英国移民后代，在德克萨斯州奧斯汀长大，随陆军四处奔走，兄弟约翰·布雷迪和威尔·布雷迪——卡罗琳的大叔与二叔——都是德克萨斯州著名律师和法学家。威尔是里夫斯縣首任地方檢察官，还在埃尔帕索当上县法官。约翰是奥斯汀乃至德克萨斯州名人，曾任法官和州副检察长，但顺风顺水的事业因1929年杀害情妇入狱三年戛然而止。卡罗琳之母按母系追溯四代可至安东尼·范埃格蒙德（莫德的外高祖父），是加拿大早期居民，自称埃格蒙德王朝直属后裔，但20世纪后半叶研究结果证实他真名安东尼·雅各比·威廉·吉本，乃荷兰逃犯。
1910年5月，四岁的布雷迪随父母乘“贝西多勒号”汽船从上海来到洛杉矶。船上主要装载生鐵，乘客只有两家人和一名单独出行的女子，据《洛杉矶先驱报》记载此行在太平洋上很不太平，途中撞上鲸。布雷迪一家年底已在不列颠哥伦比亚省生活。《洛杉矶先驱报》声称大卫是标准石油工程师，第一次世界大战结束之际属美国陆军国民警卫队彩虹师，辗转法国和德国服役，由上尉逐渐晋升至上校。父亲远赴海外期间卡罗琳与家人住在大叔约翰·布雷迪位于奥斯汀的大别墅，直到1919年8或9月大卫归来。1920年，大卫与兄弟威尔都在总部位于洛杉矶的阳光石油公司工作。
1924年8月布雷迪获加利福尼亞大學南方分校（今加利福尼亚大学洛杉矶分校）录取，进入师范学院深造幼儿园和小学教育。她积极参与学校组织，如ΒΦΑ姐妹会、基督教女青年會，还当上普赖坦学会主席。1928年毕业并获英语文学学士学位后，她又在1930年5月15日获伯克利分校文學碩士学位。同年她在伯克利开始攻读哲學博士，1935年凭论文《厄尔曼纳里克传说》毕业。论文答辩委员会主席阿瑟·吉尔克里斯特·布罗德尔五年后与布雷迪合著论文。

### 姓名

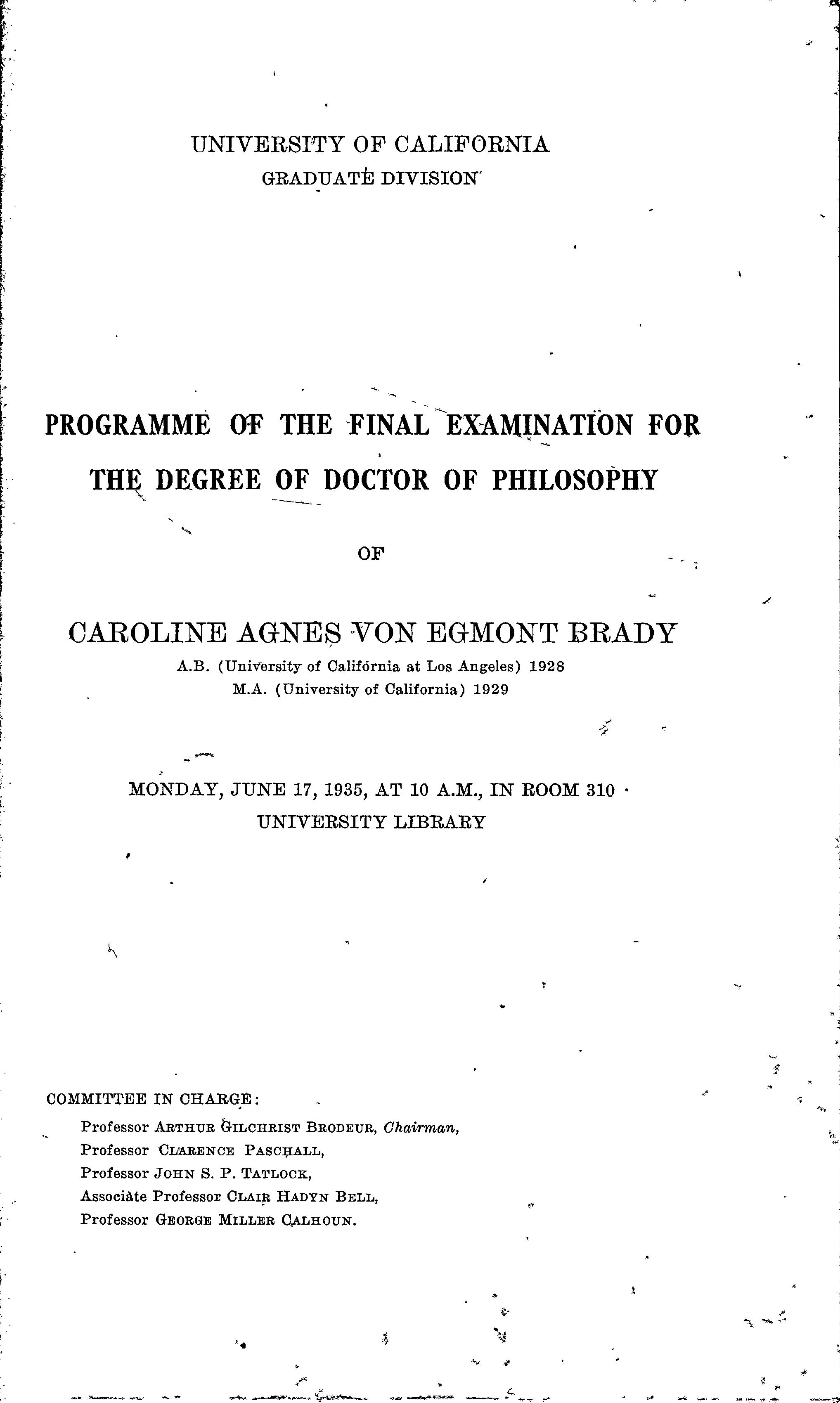
《卡罗琳·阿格尼斯·冯·艾格蒙特·布雷迪哲学博士学位期末考试提纲》（1935年）

布雷迪偶尔采用全名“卡罗琳·阿格尼斯·冯·艾格蒙特·布雷迪”，但发表作品时普遍采用“卡罗琳·布雷迪”，有时加上中间名首字母缩写，论文答辩提纲采用“卡罗琳·阿格尼斯·冯·艾格蒙特·布雷迪”。图书馆条目和美國現代語言學會会员名单同样采用长名。

## 事业
1935年，布雷迪拿到哲学博士学位后在加利福尼亚大学农学院当英语讲师，1941年7月13日晋升伯克利分校语言文学助理教授。1943年，她“全盘重写”的论文《厄尔曼纳里克传说》发表:vii。布雷迪在伯克利分校任教至1946年，后在宾夕法尼亚大学任英语助理教授任教三年。
布雷迪1949年迁居俄勒冈州克拉馬斯縣克拉马斯福尔斯，与另外三人成为新成立的中俄勒冈社区学院首批共四名讲师。布雷迪在克拉马斯福尔斯和本德两地分校上课，提供英语写作和英语文学概论课程，但只工作数月就因“身体不好”辞职。
1952年5月，布雷迪在纽约州布隆克維桑代克－巴恩哈特词典出版商巴恩哈特公司当同义词编辑。同年她获1952至1953年美国大学妇女协会马瑞恩·塔尔伯特学术奖，奖金2200美元，感谢她“研究并重新解读古英语诗歌的大量复合词和短语”，检视上下文辞汇用法，“判断各诗人是否以完全相同的方式”使用复合词和短语。布雷迪还在约翰斯·霍普金斯大学和哈佛大学工作。1952年布雷迪出版文章《〈贝奥武夫〉中“海”的同义词》和《带“rád”的古英语名词复合词》。
布雷迪此后经历不明，1979年她列入加利福尼亚州地址簿。同年她发表第二篇《贝奥武夫》主题文章《〈贝奥武夫〉中的武器》，最后一篇《〈贝奥武夫〉中的战士》在她去世后于1983年发表。

## 私生活
1941年《加利福尼亚名人录》卡罗琳·布雷迪条目称传主支持民主党并信奉圣公会，父亲1953年1月下旬去世，母亲1959年11月。1980年11月5日，卡罗琳·布雷迪在华盛顿州贝尔维尤与世长辞。学术期刊《盎格鲁-撒克逊英格兰》1979年列出布雷迪的地址位于加利福尼亚州新港滩科罗纳戴尔马尔，她的最后两篇作品均在该期刊发表。布雷迪的妹妹弗朗西斯·布雷迪·阿克利1993年12月14日去世，身后没有子女。

## 出版物
布雷迪著作《厄尔曼纳里克传说》认为，两种相互冲突的传统源自四世纪哥特人国王厄尔曼纳里克，东哥特王国传说他乃一代明君，被征服的人称他暴君。她研究日耳曼神话棘手问题的能力出众，善于应对关联学术的复杂本质，论文评价反倒有所不及:502–503。她以“见闻广博、善于鉴别”著称，“敢于抛开他人既有论断”。学者认为，无视既有论断令布雷迪的作品“在批判领域比构建角度更有价值”，还有评论称赞她“不依赖前人观点得出结论，可以肯定的是，她的著作将彻底梳理部分领域，理清他人在推理等各方面发现或存在的缺陷”。学者赞扬布雷迪“充满活力、不亚于肯普·马龙”，结果马龙两度发文批评她在学术上不够成熟，“高估辩论各方观点价值”。其他学者对论文观点有所保留但普遍持支持立场，古英语学者菲利普·苏尔斯写道：
她的语言学和考古学知识都很渊博，对参考书目把握精准，对语言的了解尽显学者本色……确定挪威习俗反映的哥特晚期传说并检视结果导向很有研究价值，其他人一直是以日耳曼文献为来源。我无法接受她的假设，但这无疑是美国学术界近年来针对英雄传奇难题的重要著作。:507
布雷迪1979和1983年发表论文探讨盎格鲁-撒克逊诗歌《贝奥武夫》描述武器和战士的词句，认为诗作里描写烈酒等事物的辞汇或许可以互换，但针对武器、战士的词句截然不同，都是按具体情况精心设计。凯瑟琳·奥布莱恩·奥基夫在《贝奥武夫手册》把布雷迪的论文称为“三大基础研究”，考察项目不再是辞汇本身，而是《贝奥武夫》诗人选择词句的语境。布雷迪的论文认定，《贝奥武夫》作者“不是机械堆砌同义词与常规隐喻的工匠，而是深知如何使用各种辞汇和短语的艺术家”。奥基夫认为布雷迪将“传统意义上的语文学”遮挡在诗作“辞汇含义光芒下”。
布雷迪除书籍和《贝奥武夫》论文外还发表其他作品，在学术会议介绍的部分论文最后没有发表，这些学术会议以太平洋海岸语言学协会和美国现代语言学会最具影响。

### 书籍
- Brady, Caroline.  (学位论文). University of California Press, Berkeley. 1935-09.
- Brady, Caroline. . Berkeley: University of California. 1943. OCLC 878278262.

### 文章
- Brady, Caroline. . Modern Philology (University of Chicago Press). 1933-11, 31 (2): 195–196. JSTOR 433891. S2CID 162361312. doi:10.1086/388087.
- Brady, Caroline. . University of California Publications in English III (6). Berkeley: University of California Press. 1937.
- Brady, Caroline. . The Journal of English and Germanic Philology (University of Illinois Press). 1938-04, XXXVII (2): 169–188. JSTOR 27704379.
- Brady, Caroline. . The Journal of English and Germanic Philology (University of Illinois Press). 1939-04,. XXXVIII (2): 201–216. JSTOR 27704484.
- Brady, Caroline. . Speculum (University of Chicago Press). 1940-10, XV (4): 454–459. JSTOR 2853463. S2CID 225090506. doi:10.2307/2853463.
- Brodeur, Arthur Gilchrist; Brady, Caroline. . Scandinavian Studies and Notes (Society for the Advancement of Scandinavian Study). 1940-11, XVI (4): 133–137. JSTOR 40908177.
- Brady, Caroline. . Publications of the Modern Language Association (Modern Language Association). 1940-12, LV (4): 910–930. JSTOR 458885. doi:10.2307/458885.
- Brady, Caroline.  (PDF).  (PDF). Lawrence, Kansas: University of Kansas Press. 1952: 22, 44  [2022-03-02]. （原始内容存档 (PDF)于2022-03-08）.
- Brady, Caroline. . Publications of the Modern Language Association (Modern Language Association). 1952-06, LXVII (4): 538–571. JSTOR 459826.
- Brady, Caroline. . Anglo-Saxon England (Cambridge University Press). 1979, 8: 79–141. doi:10.1017/S0263675100003045.
- Brady, Caroline. . Anglo-Saxon England (Cambridge University Press). 1983, 11: 199–246. doi:10.1017/S0263675100002611.
- Brady, Caroline. . 未出版.[78][79]

### 评论
- Brady, Caroline. . The Journal of American Folklore (American Folklore Society). 1941-01-06, 54 (211–212): 90–92. JSTOR 535815. doi:10.2307/535815.
- Brady, Caroline. . Speculum (University of Chicago Press). 1951-04, XXVI (2): 397–401. JSTOR 2852428. doi:10.2307/2852428.
- Brady, Caroline. . Modern Language Notes (Johns Hopkins University Press). 1955-11, LXX (7): 521–524. JSTOR 3039650. doi:10.2307/3039650.